# كريسترون فروستادوتير
كريسترون ميول فروستادوتير (من مواليد 12 مايو 1988) سياسية واقتصادية أيسلندية، شغلت منصب رئيس وزراء أيسلندا منذ ديسمبر 2024، وهي الزعيمة الحالية للتحالف الديمقراطي الاجتماعي. انتُخبت لعضوية البرلمان الأيسلندي (ألثينغي) في الانتخابات البرلمانية لعام 2021. وهي، في سن السابعة والثلاثين، أصغر زعيمة دولة في العالم.
بعد فترة وجيزة من تولي كريسترون قيادة الحزب، أصبحت السياسية الأكثر شعبية في أيسلندا في استطلاعات الرأي، مما جعل الحزب الديمقراطي الاجتماعي الحزب الأكثر شعبية في استطلاعات الرأي منذ أوائل عام 2023. تولت منصب رئيس وزراء أيسلندا في 21 ديسمبر 2024 في وزارة كريسترون فروستادوتير بعد فوز الحزب في الانتخابات البرلمانية لعام 2024.

## الحياة المبكرة والتعليم
وُلدت كريسترون في ريكيافيك لأبوين هما فروستي فيفيل يوهانسون، عالمة إثنوغرافيا، وشتاينون غودني هـ. يونسدوتير، طبيب. تخرجت من كلية ريكيافيك جونيور. ثم حصلت على درجة البكالوريوس في الاقتصاد من جامعة أيسلندا عام 2011، ودرجة الماجستير في الدراسات الدولية من كلية ييل جاكسون للشؤون العالمية، ودرجة الماجستير في الاقتصاد من جامعة بوسطن عام 2014.